# Гучва
Гучва — річка, ліва притока Західного Бугу, в Томашівському та Грубешівському повітах Люблінського воєводства Польщі.

## Географія
Розташування

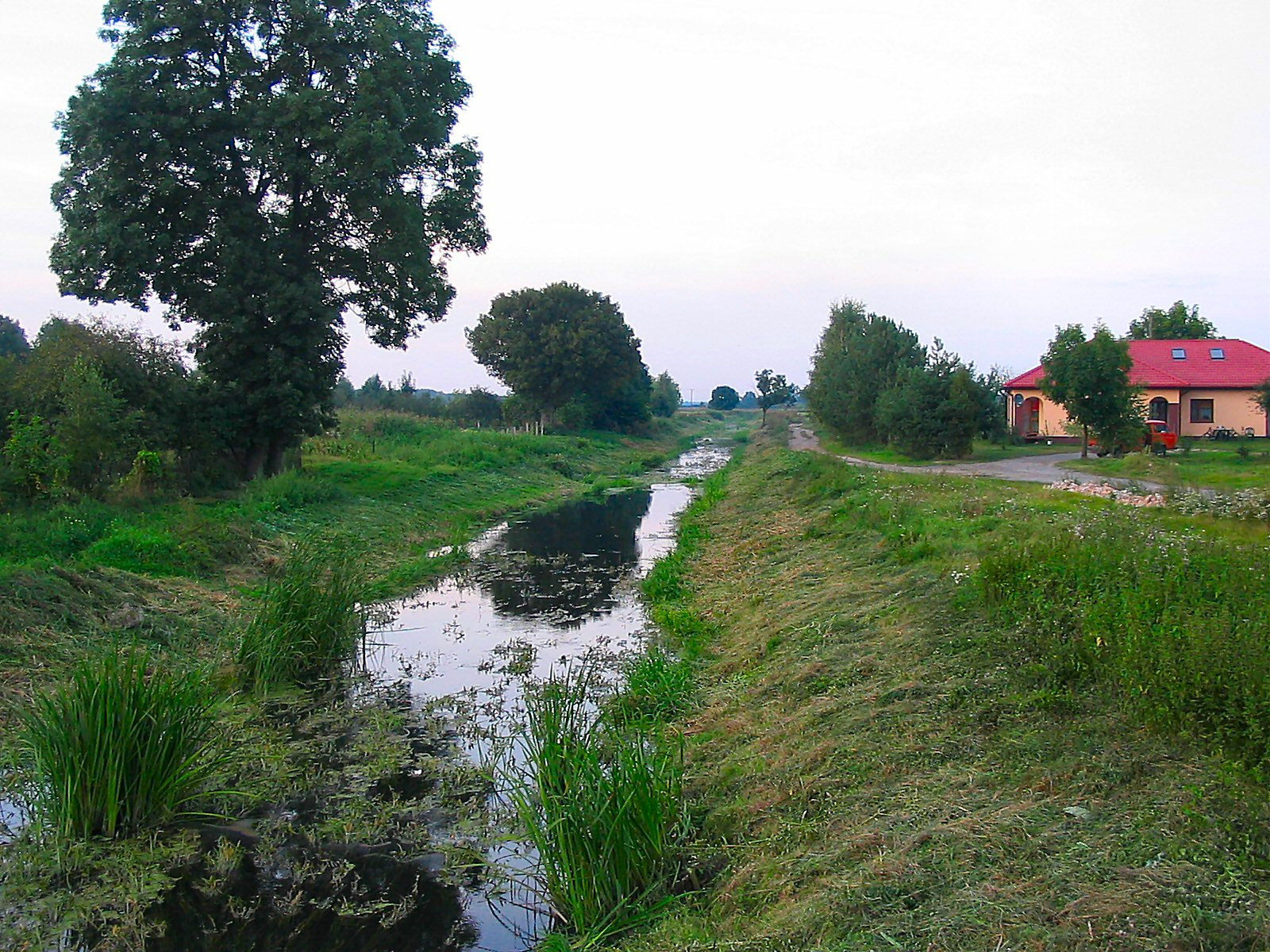
Річка Гучва у Тишівцях.

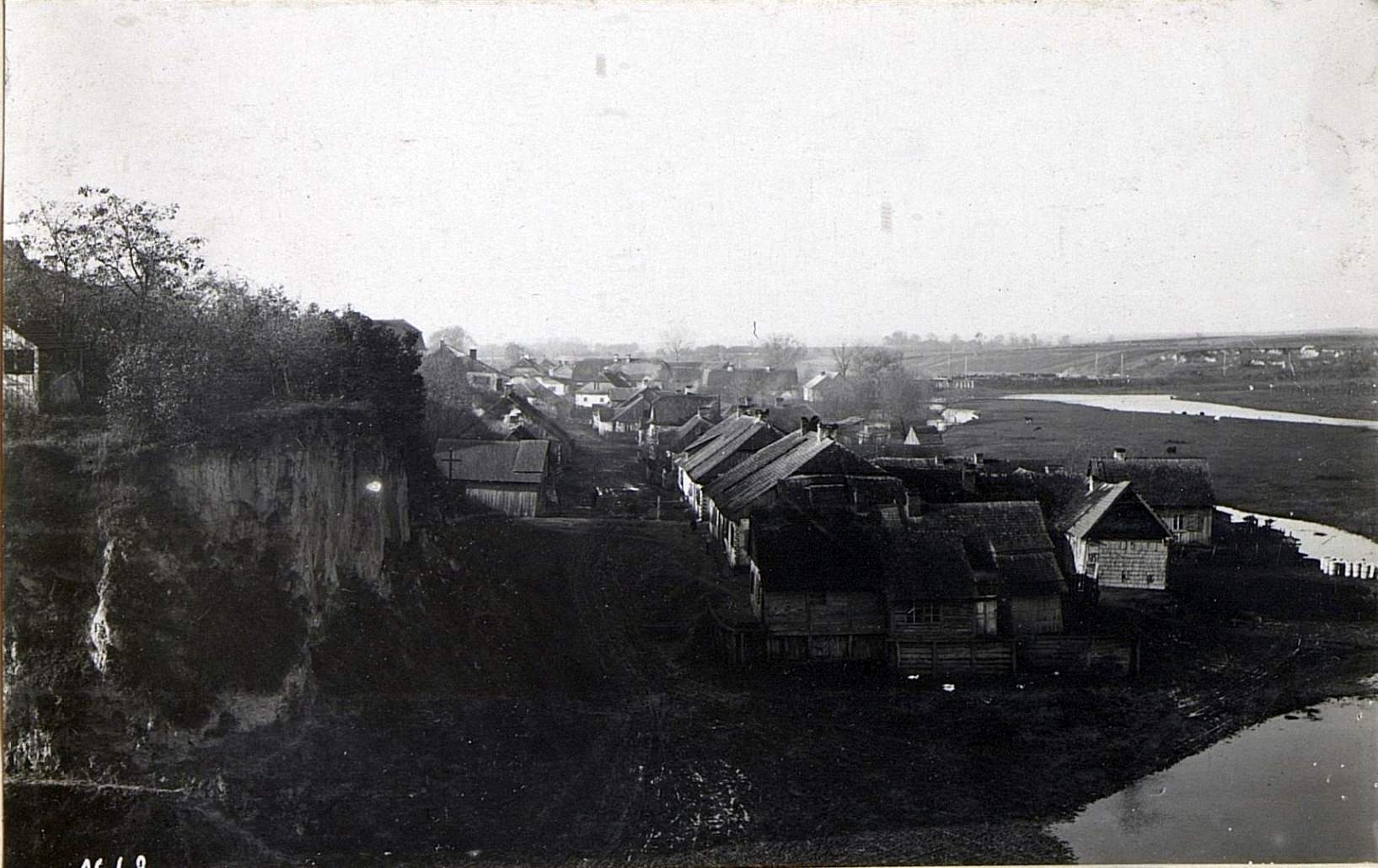
Панорама Грубешева та річка Гучва. 1917 рік

Витік Гучви поблизу села Юстинівка, у Томашівському повіті. Вона впадає у Західний Буг в селі Городок того ж повіту.
Поблизу гирла річки містилося місто Волинь, від топоніма й походить назва краю та племені, що його населяло. При впадінні Сенюхи до Гучви, там, де тепер с. Чермно, було місто Червен.
Населені пункти
Над річкою розташовані такі міста та села: Грубешів, Лащів, Тишівці, Чермно, Турковичі, Богородиця, Вороновичі, Вербковичі, Ґоздів та Маличі.
Основні дані
Довжина річки 75 км, площа басейну річки 1394,3 км², середній спад 1,92 ‰. Витрата води, що витікає з Гучви в Буг, дорівнює 4 м/с, що в масштабі регіону є середнім.
Долина Гучви має змінну ширину (від 100 м до понад 1 км), часто зустрічаються стариці та канави.
Головні притоки: Деражанка (лівий), Бялка (лівий), Сенюха (лівий), Камінь (правий).

## Інше
Йосип Струцюк видав у 2001 році «Гучва. Повість печальних літ» та «Од Гучви до Стоходу» у 2007, у яких показав трагедію українського населення Холмщини та Волині у період Першої та Другої світових воєн.